# Strongylopus
Strongylopus é um género de anfíbio anuro pertencente família Pyxicephalidae.

## Espécies
O género inclui 11 espécies, de acordo com a versão 6.0 do Amphibian Species of the World:
- Strongylopus bonaespei (Dubois, 1981)
- Strongylopus fasciatus (Smith, 1849)
- Strongylopus fuelleborni (Nieden, 1911)
- Strongylopus grayii (Smith, 1849)
- Strongylopus hymenopus (Boulenger, 1920)
- Strongylopus kilimanjaro Clarke and Poynton, 2005
- Strongylopus kitumbeine Channing and Davenport, 2002
- Strongylopus merumontanus (Lönnberg, 1910)
- Strongylopus rhodesianus (Hewitt, 1933)
- Strongylopus springbokensis Channing, 1986
- Strongylopus wageri (Wager, 1961)